# Tårtspade

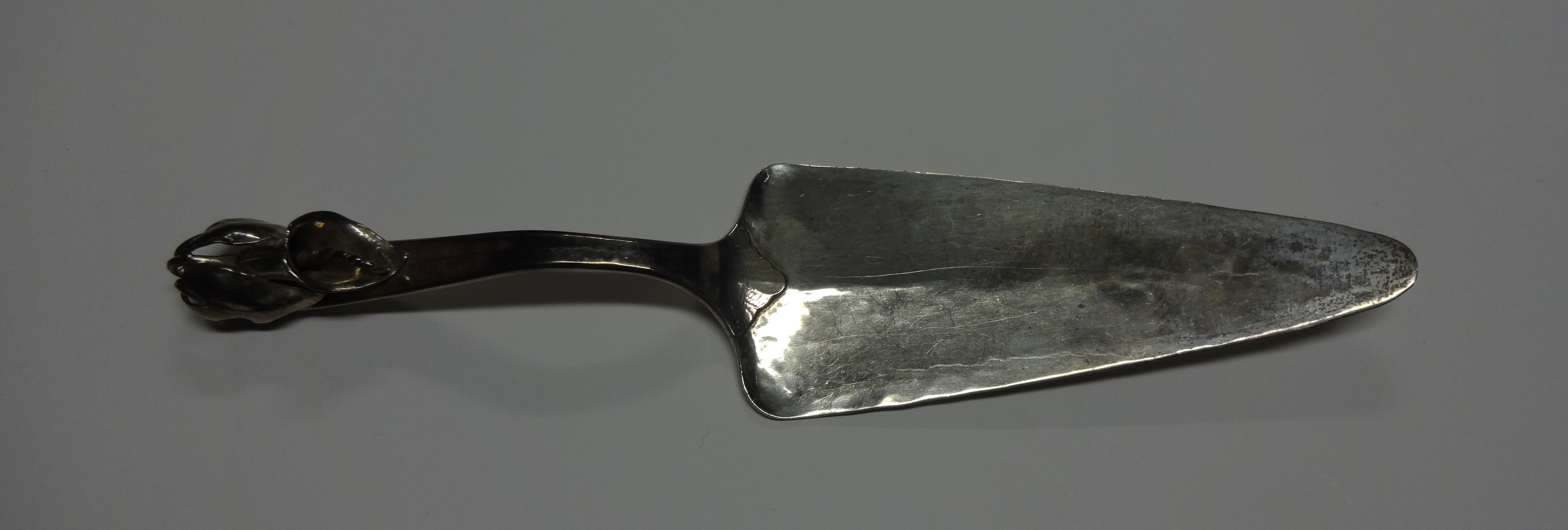
En tårtspade från 1930-talet.

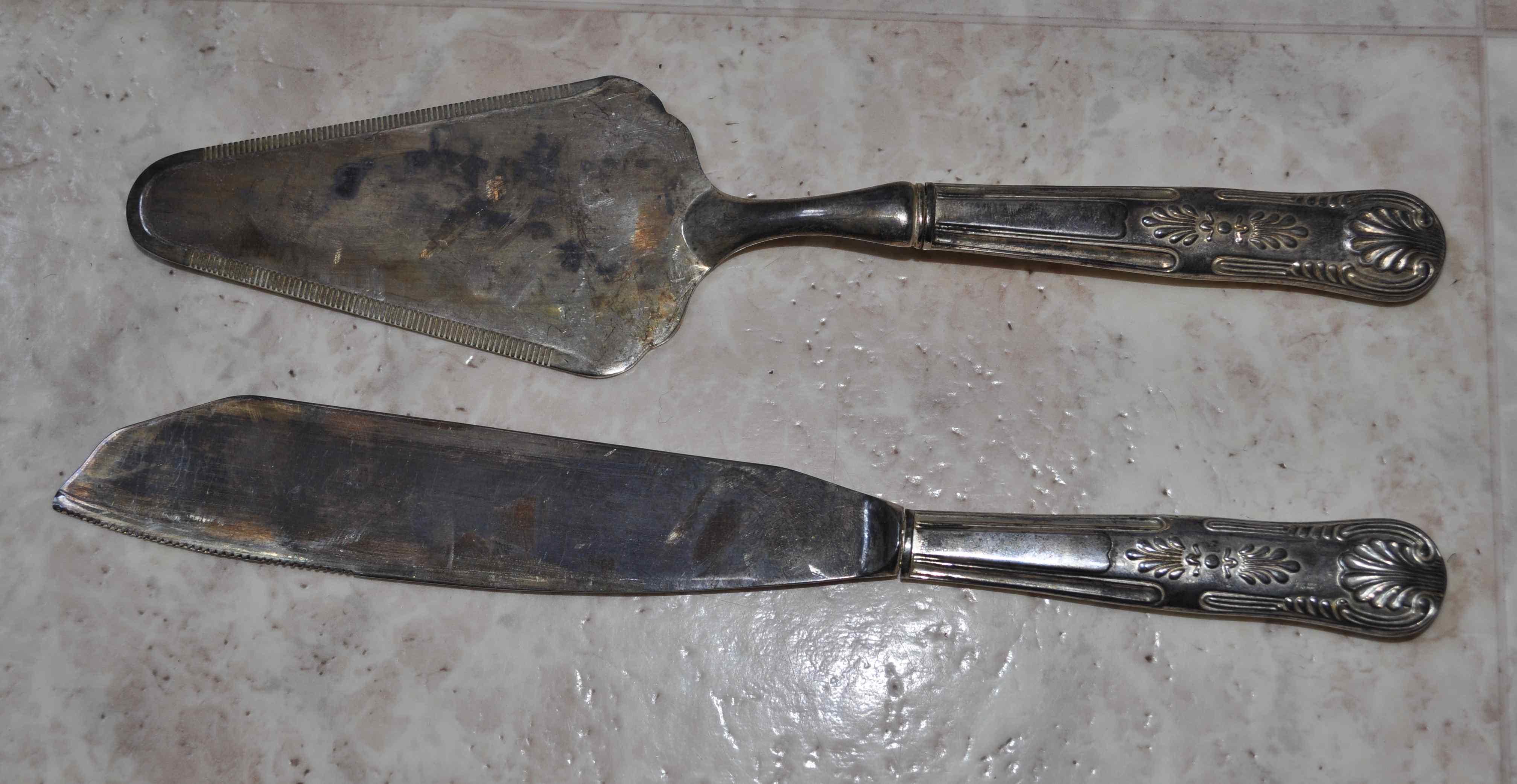
Opolerade tårtbestick.

En tårtspade är ett köksredskap, ett serveringsbestick som används för att skära upp och servera tårta. Den kan även användas till mjuka kakor. Ordet tårtspade finns belagt sedan 1824 i svenska språket.
Tårtspaden har vanligtvis ett smalt handtag och ett brett blad vars ena kant kan vara tandad för att underlätta skärandet. Tårtbestick består förutom tårtspaden av en separat tårtkniv som används för själva skärandet av tårtan. Föregångare till tårtspaden är kakspaden, som är en liten spade, vanligtvis i nysilver, som användes till att servera kakor med. Ordet kakspade är belagt i svensk skrift sedan 1761.